# Conrad Ier de Luxembourg
Conrad Ier de Luxembourg, né vers 1040, mort le 8 août 1086, est comte à Luxembourg de 1059 à 1086. Il est fils de Giselbert de Luxembourg, comte à Luxembourg.
Il a des démêlés avec l'archevêque de Trêves à propos de l'abbaye Saint-Maximin de Trêves dont il est l'avoué. Celui-ci le fait excommunier et il doit faire amende honorable et partir en pèlerinage à Jérusalem. Il meurt lors du retour, alors qu'il est en Italie.
Il fonde plusieurs abbayes : 
- l'abbaye d'Orval en 1070, avec Arnoul Ier, comte de Chiny ;
- l'Abbaye d'Altmünster, monastère de Bénédictins à Luxembourg en 1083.

## Union et postérité
Il épouse en premières noces vers 1060 Ermensende de Nordgau, fille d'Adalbert II de Longwy, dont il a :
- Henri III († 1086), comte à Luxembourg ;
- Konrad, cité en 1080 ;
- Mathilde (1070 † ), mariée à Godefroy (1075 † ), comte de Bleisgau ;
- Rodolphe († 1099), abbé de Saint-Vannes à Verdun.

Il épousa ensuite vers 1075 Clémence (1060 † 1142), fille de Pierre-Guillaume VII, duc d'Aquitaine et d'Ermesinde ou Ermessende de Bigorre . Ils eurent :
- Ermesinde (1075 † 1143), mariée :
  1. en 1096 à Albert Ier de Dabo († 24 août 1098), comte d'Eguisheim, de Dabo et de Moha,
  2. en 1101 à Godefroy (1067 † 1139), comte de Namur ;
- Guillaume Ier (1081 † 1131), comte de Luxembourg.

## Sources
- Notices d'autorité :   - VIAF
  - GND
- Notice dans un dictionnaire ou une encyclopédie généraliste :   - Deutsche Biographie
- Alfred Lefort, La Maison souveraine de Luxembourg, Reims, Imprimerie Lucien Monge, 1902, 262 p. [détail de l’édition].
- B. Espargiliere-Figi, Souverains et gouvernements des États du Benelux, Paris, coll. « Les Cahiers de l'Histoire », 1961-62, chap. 13, p. 119.